# Sälöfjorden
Sälöfjorden este o arie protejată (arie specială de conservare — SAC, sit de importanță comunitară — SCI, arie de protecție specială avifaunistică — SPA) din Suedia întinsă pe o suprafață de 2.869 ha, integral pe uscat.

## Localizare
Centrul sitului Sälöfjorden este situat la coordonatele 57°51′33″N 11°34′17″E / 57.8592°N 11.5713°E.

## Înființare
Situl Sälöfjorden a fost declarat arie de protecție specială avifaunistică în decembrie 1996 pentru a proteja 9 specii de animale. Alte tipuri de protecție:
- sit de importanță comunitară (în ianuarie 1997)
- arie specială de conservare (în martie 2011)[1][3][4]

## Biodiversitate
Situată în ecoregiunile continentală și marină Atlantică, aria protejată conține 12 habitate naturale: Roci stâncoase cu vegetație pionieră de Sedo-Scleranthion sau Sedo albi-Veronicion dillenii, Salicornia și alte specii anuale care populează regiunile mlăștinoase și nisipoase, Vegetație perenă pe țărmurile stâncoase, Pajiști uscate europene, Recifuri, Faleze cu vegetație de pe coastele atlantice și baltice, Vegetație anuală la limita mareei, Mlaștini împădurite, Bancuri de nisip acoperite în permanență slab de apă marină, Pajiști cu Molinia pe soluri calcaroase, turboase sau argilos-nămoloase (Molinion caeruleae), Terase mlăștinoase și terase nisipoase neacoperite de apă la reflux, Pășuni atlantice udate de apa mării (Glauco-Puccinellietalia maritimae).
La baza desemnării sitului se află mai multe specii protejate:
- păsări (8): Branta leucopsis, caprimulg (Caprimulgus europaeus), Cepphus grylle, lebădă de iarnă (Cygnus cygnus), vânturel roșu (Falco tinnunculus), codobatura galbenă (Motacilla flava), lup de mare mic (Stercorarius parasiticus), chiră de baltă (Sterna hirundo)
- mamifere (1): focă obișnuită (Phoca vitulina)